# Ecuadembia arida
Ecuadembia arida är en insektsart som först beskrevs av Ross 2001.  Ecuadembia arida ingår i släktet Ecuadembia och familjen Archembiidae.
Artens utbredningsområde är Ecuador. Inga underarter finns listade i Catalogue of Life.